# Robby & Toby - Missione spazio
Robby & Toby - Missione spazio (Robbi, Tobbi und das Fliewatüüt) è un film del 2016, diretto da Wolfgang Groos e tratto dal libro per bambini Robbi, Tobbi und das Fliewatüüt dello scrittore tedesco Boy Lornsen. È una commedia fantascientifica per ragazzi frutto di una coproduzione tra Germania e Belgio.

## Trama
L'undicenne Toby Findeisen vive con i suoi genitori nella piccola città di Tütermoor, dove viene regolarmente molestato dai compagni di classe. Un giorno Toby fa la conoscenza con Robby, un piccolo robot precipitato sulla Terra. Insieme i due partono alla volta del Polo Nord, luogo dove sono atterrati in cerca di aiuto i genitori di Robby, a bordo di uno speciale veicolo in grado di volare, nuotare e correre inventato dallo stesso Toby.
Nel frattempo l'imprenditore Sir Joshua, capo della società di ingegneria PlumPudding, assume due agenti, Sharon Schalldämpfer
e Brad Blutbad, affinché seguano Toby e Robby nel loro viaggio. L'uomo ha infatti preso di mira i robot perché vuole incorporare la loro tecnologia nei suoi macchinari.
Sulla strada per il Polo Nord, Robby e Toby incontrano Matti, il solitario guardiano del faro sul Mare del Nord, che inizialmente li tradisce con gli agenti, ma poi fa amicizia con loro e li aiuta a scappare.
Al Polo Nord Toby e Robby incontrano la ragazza inuit Nunu, che fa amicizia con entrambi ed insieme a loro si mette alla ricerca dei genitori di Robby, i quali sono però già stati trovati dagli agenti e riportati in Germania, dove sono ora sotto esame. Insieme a Nunu, Robby e Toby riusciranno a liberare i due robot, i quali si fermeranno sulla Terra e vivranno a casa con Toby e i suoi genitori.

## Produzione
Il film è stato girato a Colonia e Bad Driburg.
La prima del film ha avuto luogo il 20 Novembre 2016 al Cinedom di Colonia.
In Italia il film non è stato distribuito nei cinema ed è stato trasmesso per la prima volta in televisione su Italia 1 il 29 dicembre 2018.

## Riconoscimenti
- 2017 - Bucheon International Fantastic Film Festival
  - Save Energy, Save Earth Film Award